# ジョヴァンニ・カリアーニ
ジョヴァンニ・カリアーニ（Giovanni Cariani、1490年 - 1547年）はイタリアの画家。ジョヴァンニ・ブッシ（Giovanni Busi）としても知られる。

## 略歴
正確な出生の場所や日付は知られていないが、ロンバルディアのサン・ジョヴァンニ・ビアンコの生まれではないかとされている。1509年からヴェネツィアにいた記録がある。初期のカリアーニの作品のスタイルはヴェネツィア派の画家、ジョヴァンニ・ベッリーニ(c.1430-1519)やパルマ・イル・ヴェッキオ(1480-1528)らに近いとされる。
1519年からは1524年の間は、枢機卿ジョバンニ・ジェロラモ・アルバーニ(Giovanni Gerolamo Albani)を出すことになるベルガモの貴族アルバーニ家に招かれてベルガモで働いていたと考えられていて、同時期にベルガモで働いていたロレンツォ・ロットからも影響を受けたとされる。
1523年にヴェネツィアに戻り、その後の数年間で、ヴェネツィアで最も多作で成功した画家の一人になった。
1547年にヴェネツィアで亡くなった。

## 作品

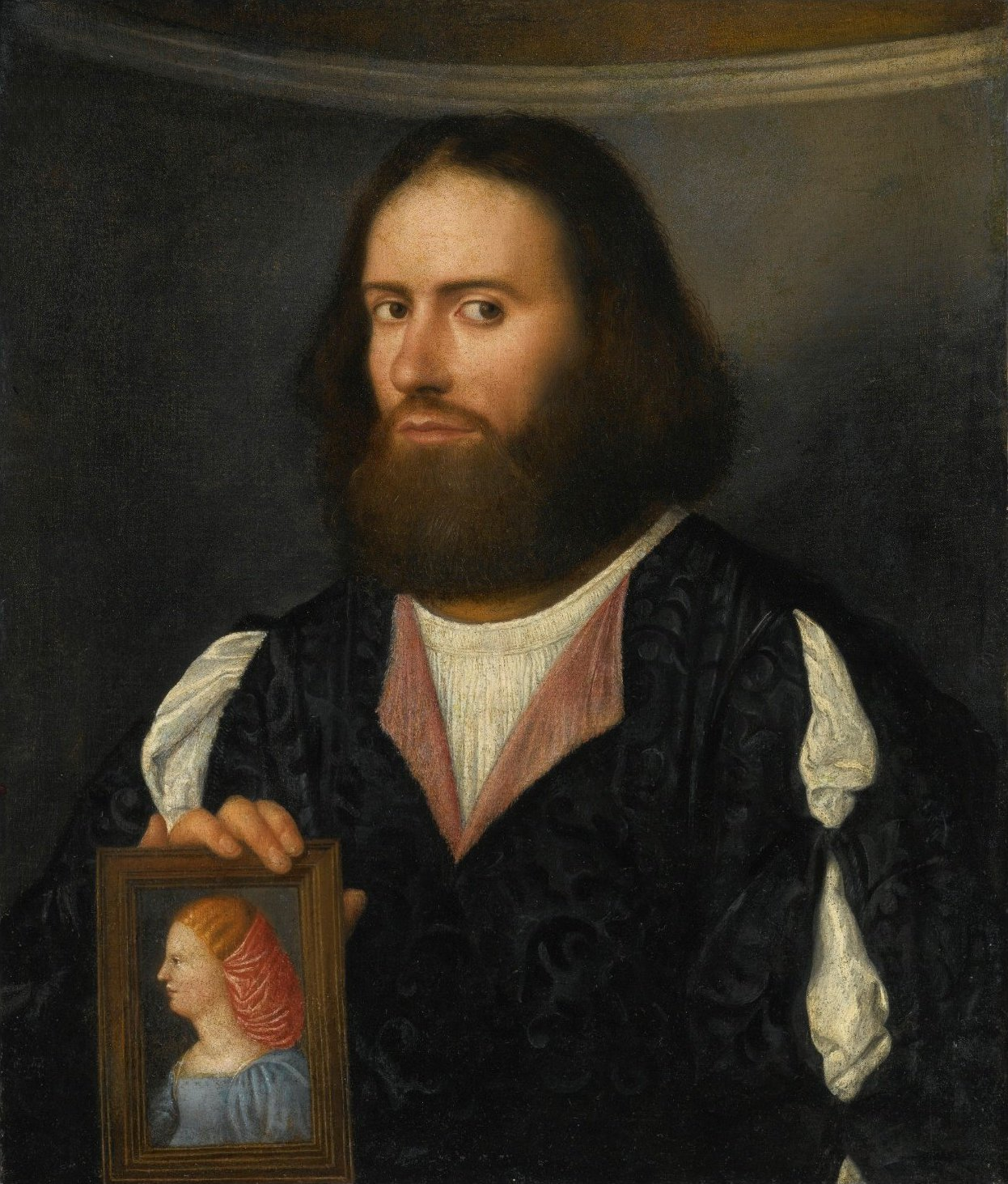
婦人の肖像画を持つ男の肖像画
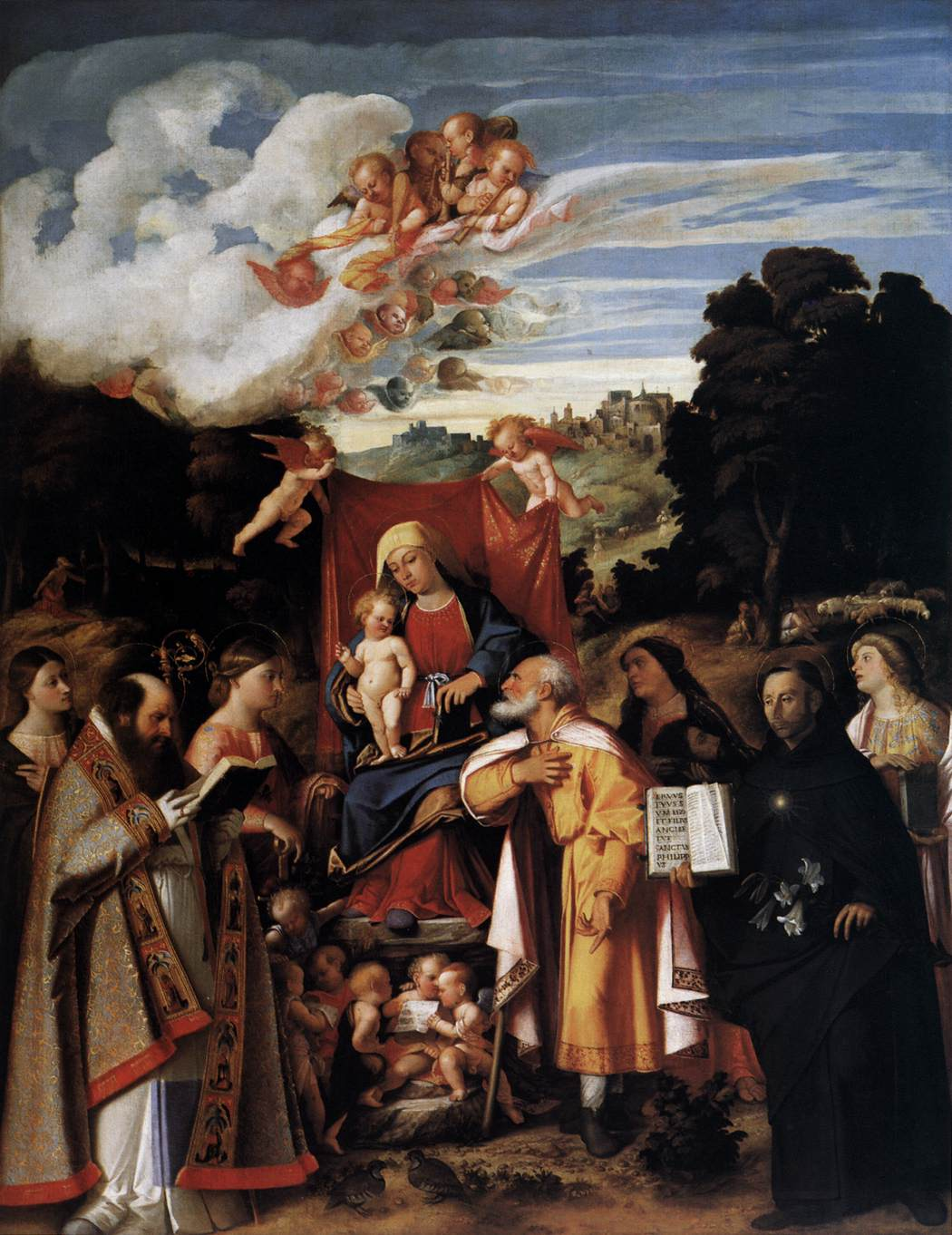
玉座の聖母と天使と聖人たち ブレラ美術館蔵
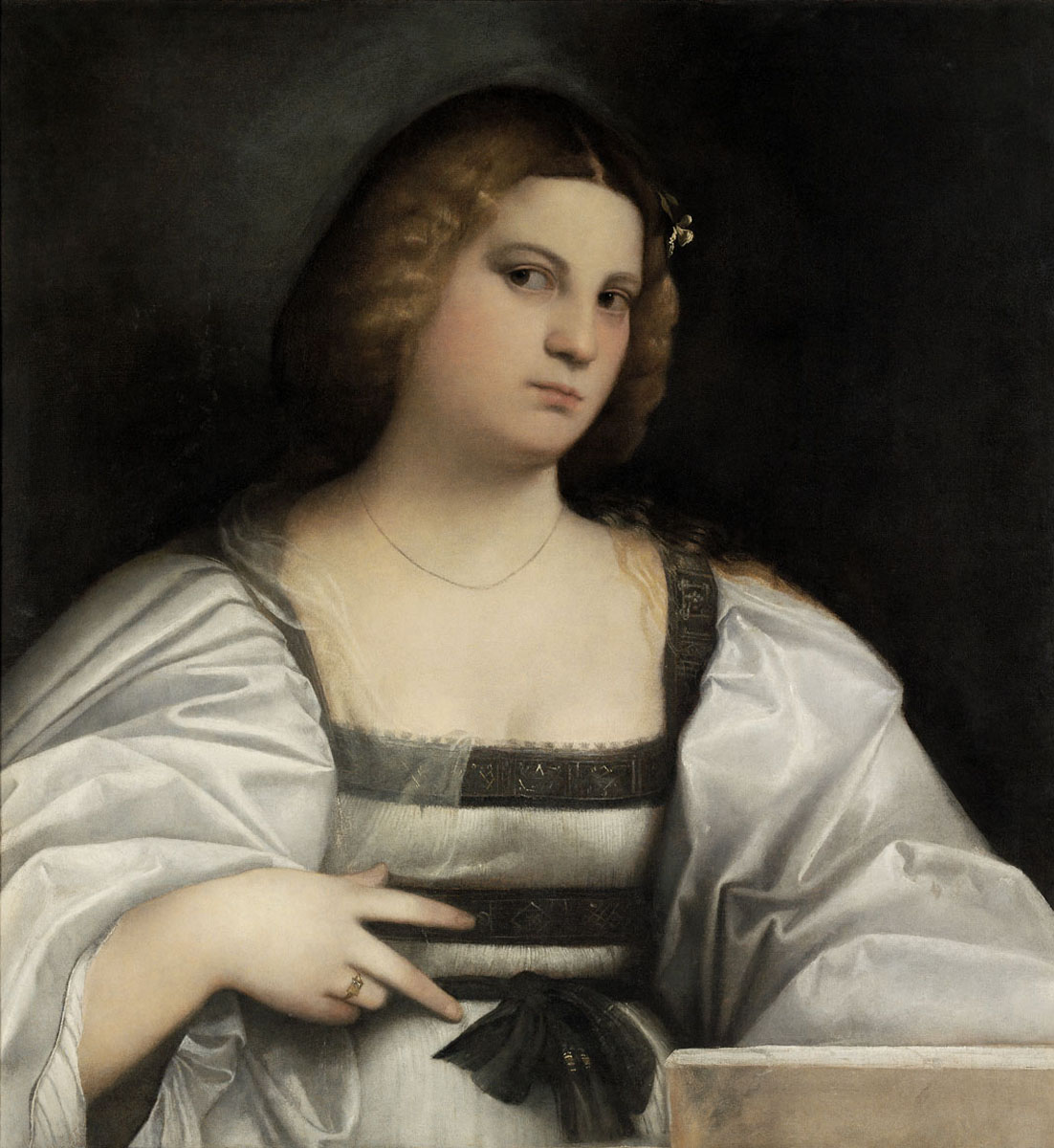
若い女性像 ブダペスト美術館蔵
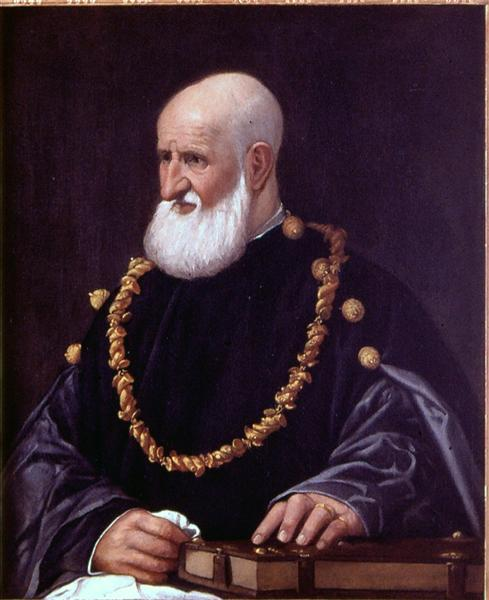
男性像

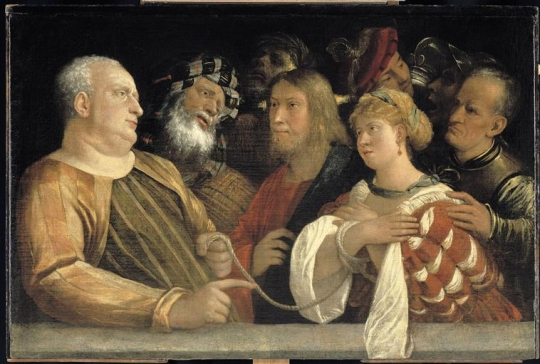
キリストと姦淫の女 Musée Magnin蔵
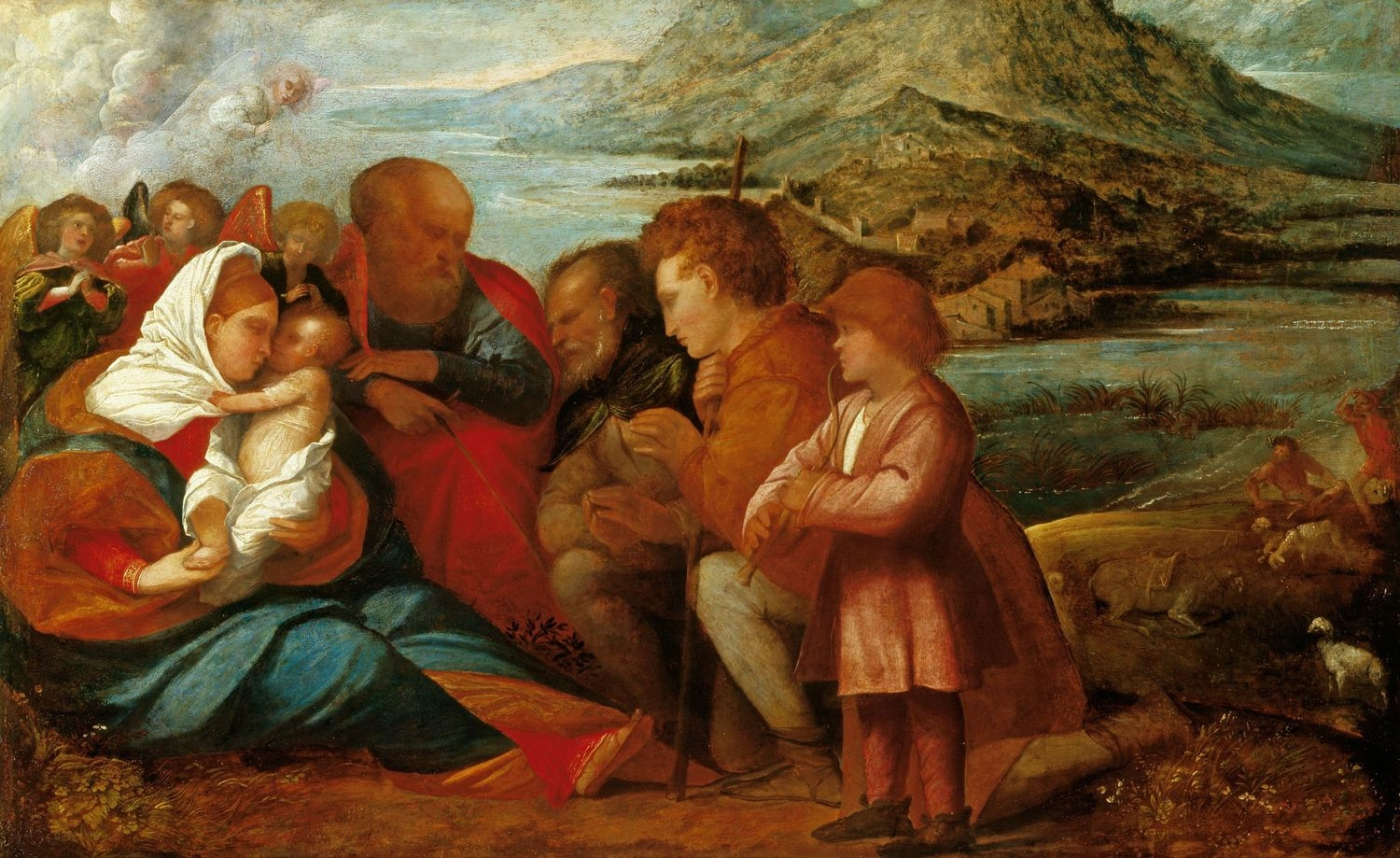
1羊飼いたちの礼拝 ロイヤル・コレクション蔵
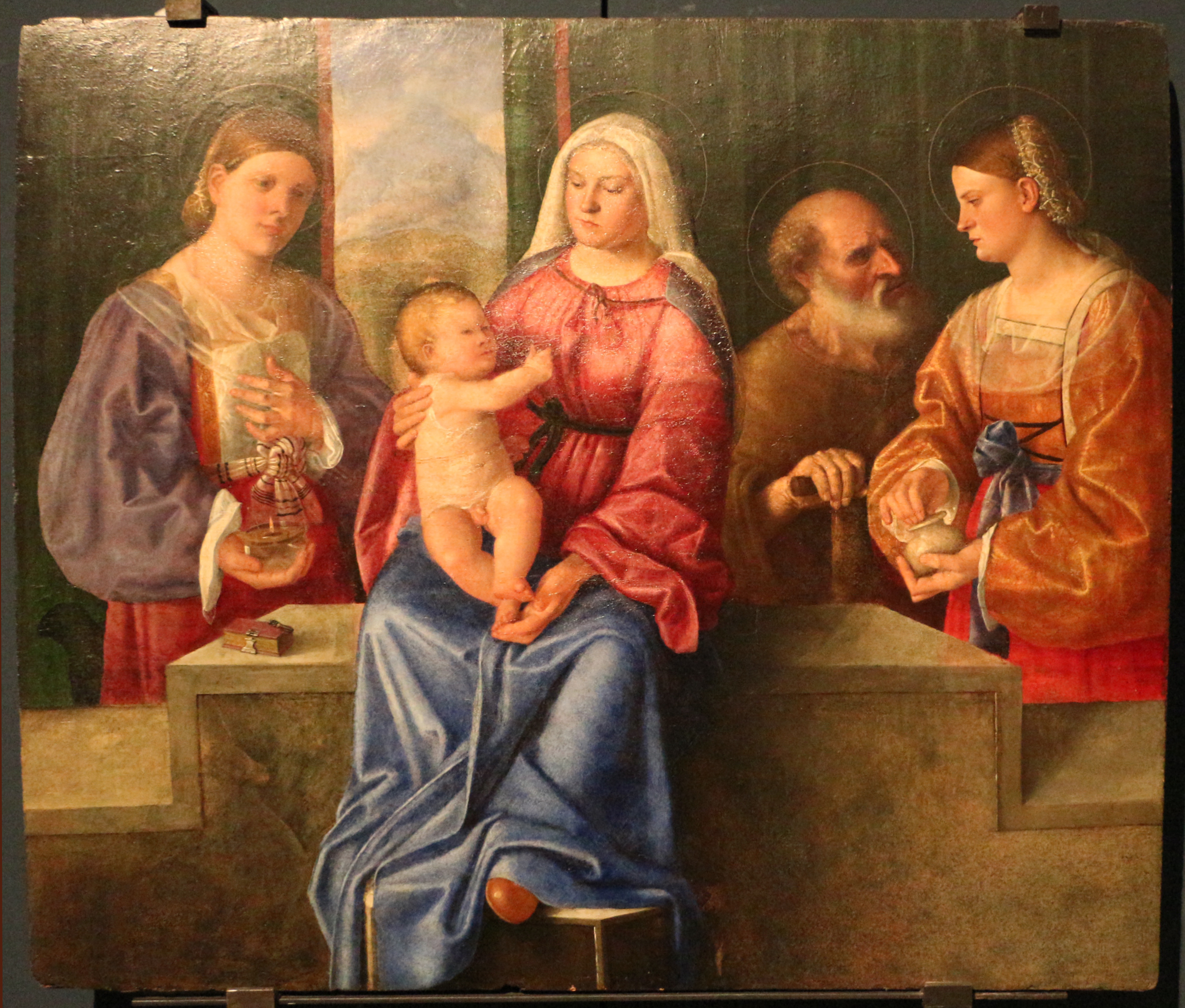
サクラ・コンベルサツィオーネ アカデミア美術館 (ヴェネツィア)蔵